# Трёхглавый орёл

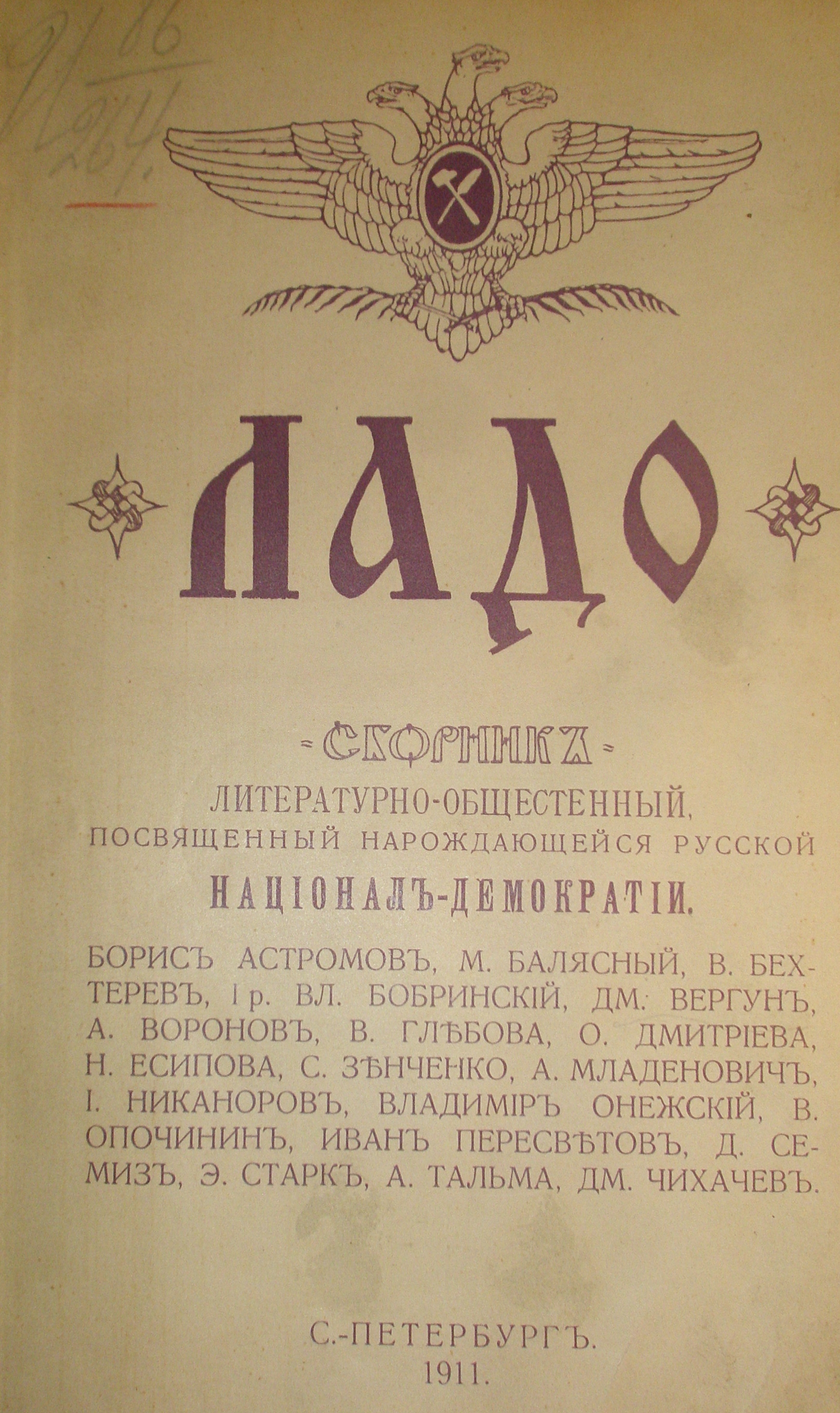
Сборник «Ладо», 1911 год

Трёхглавый орёл — мифическая птица, фантастическая гербовая фигура. Изображается в виде орла, имеющего три головы.

## В религии

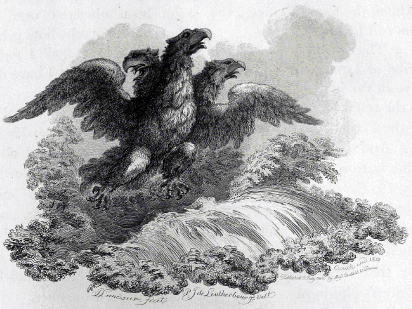
Трёхглавый орёл из Третьей книги Ездры. Гравюра, 1815.

Трёхглавый орёл упоминается в апокрифической Третьей книге Ездры (I в. н. э.), где его увидел во сне первосвященник Ездра: «поднялся с моря орёл, у которого было двенадцать крыльев пернатых и три головы» (3Езд. 11:1). В дальнейшем даётся толкование этого сна: «Орёл, которого ты видел восходящим от моря, есть царство, показанное в видении Даниилу, брату твоему» (3Езд. 12:11), «а что ты видел три головы покоящиеся, это означает, что в последние дни царства Всевышний воздвигнет три царства и покорит им многие другие, и они будут владычествовать над землёю и обитателями её с большим утеснением, нежели все прежде бывшие; поэтому они и названы головами орла, ибо они-то довершат беззакония его и положат конец ему» (3Езд. 12:22—25)
В 1840—1860-х годах адвентисты седьмого дня признавали Третью книгу Ездры и трактовали значение трёхглавого орла в рамках своей религии, но уже к концу XIX века, они пришли к выводу, что Третья книга Ездры не является боговдохновенной.

## В народных сказаниях
- В чеченской сказке «Золотые листья» есть отрицательный персонаж трёхголовый орёл, который похищает девушек, а также золотые листья с медного дерева. Чтобы убить этого орла, надо сначала убить трёх птенцов с его душой, которые находятся в утке, а утка в зайце, а заяц внутри барана, который находится за семью горами и может съесть сено, скошенное шестьюдесятью тремя косарями[5].
- В эвенкийской сказке «Тороганай» трёхголовый орёл — друг богатыря Тороганая[6].
- В якутском героическом эпосе Ёксёкю — это многоголовый орёл (с двумя или тремя головами), облик которого принимает богатырь Таас Джаантаар Дара Буурай и шаманка Уот Чолбоодой[7].

## В геральдике
Согласно «Энциклопедии символов» Г. Бидермана, трёхглавого орла в качестве геральдического символа впервые ввёл немецкий поэт Рейнмар фон Цветер (1200—1248).

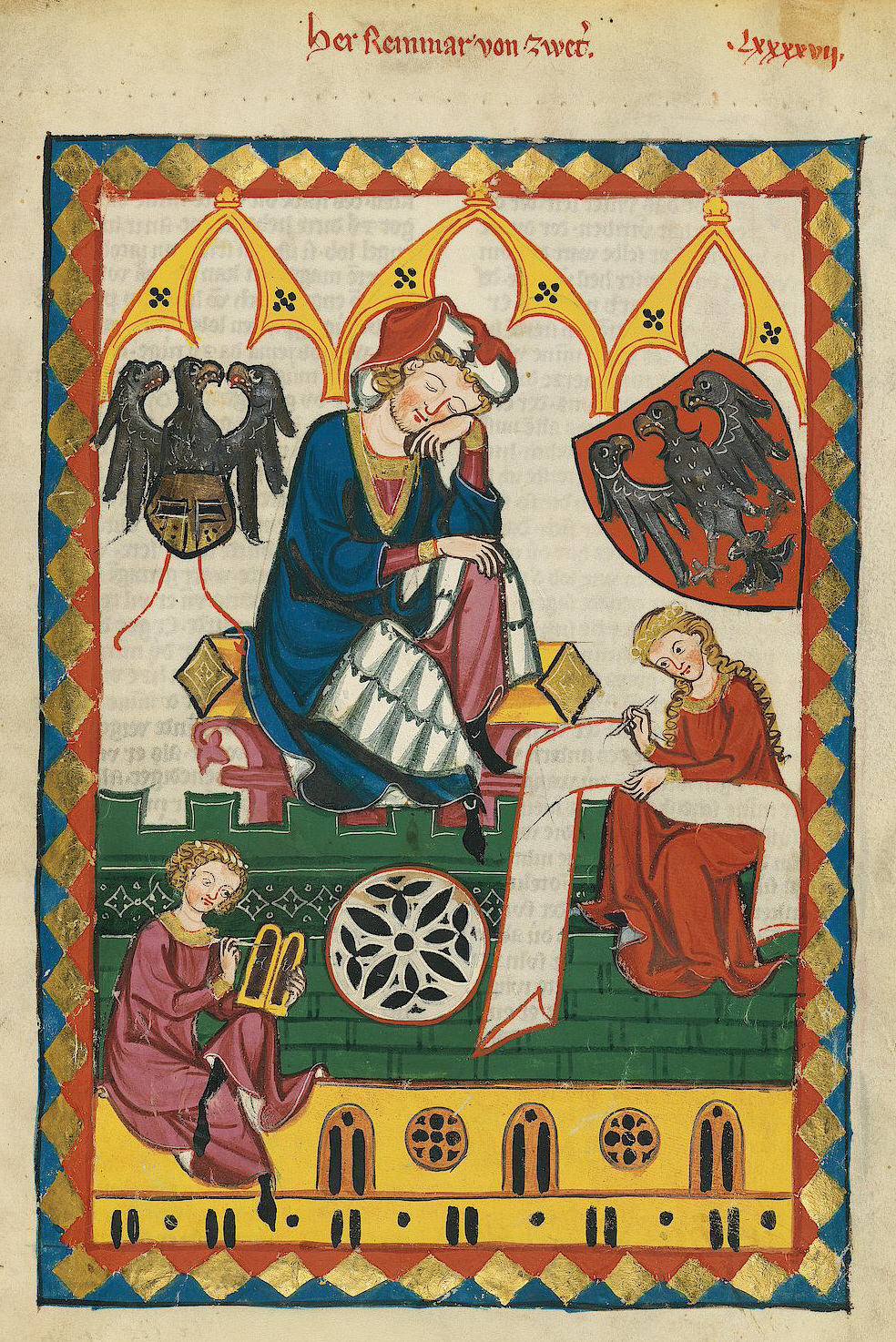
Изображение трёхглавого орла с двумя головами на концах крыльев использовал в качестве герба немецкий поэт Рейнмар фон Цветер (1200—1248). Иллюстрация из Манесского кодекса (ок. 1300 г.)
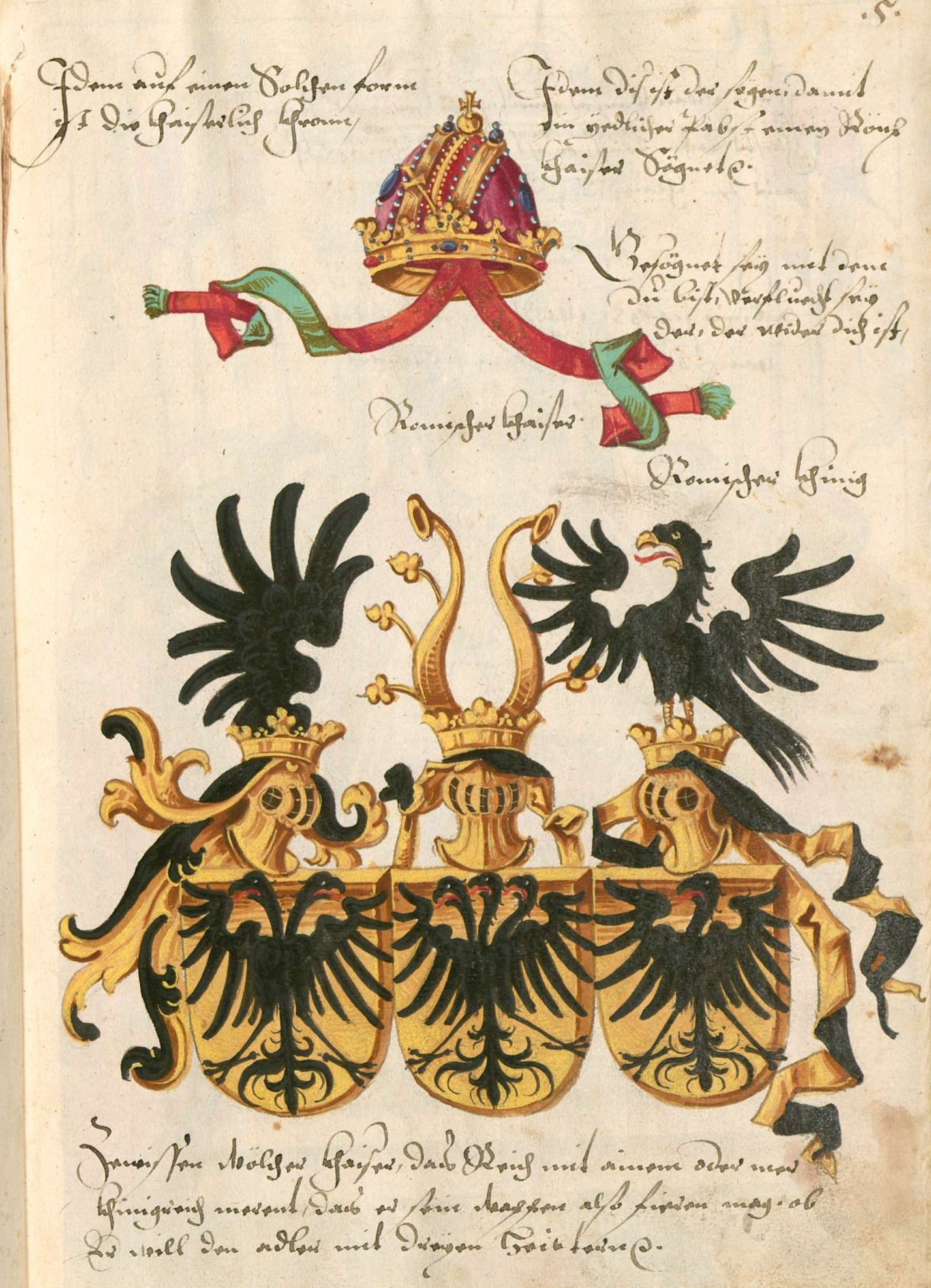
Герб для императора Священной Римской империи Фридриха III, разработанный Конрадом Грюненбергом в 1483 году[9]. Одноглавый орёл символизирует Германию, двуглавый — Священную Римскую империю, а трёхглавый — Рим
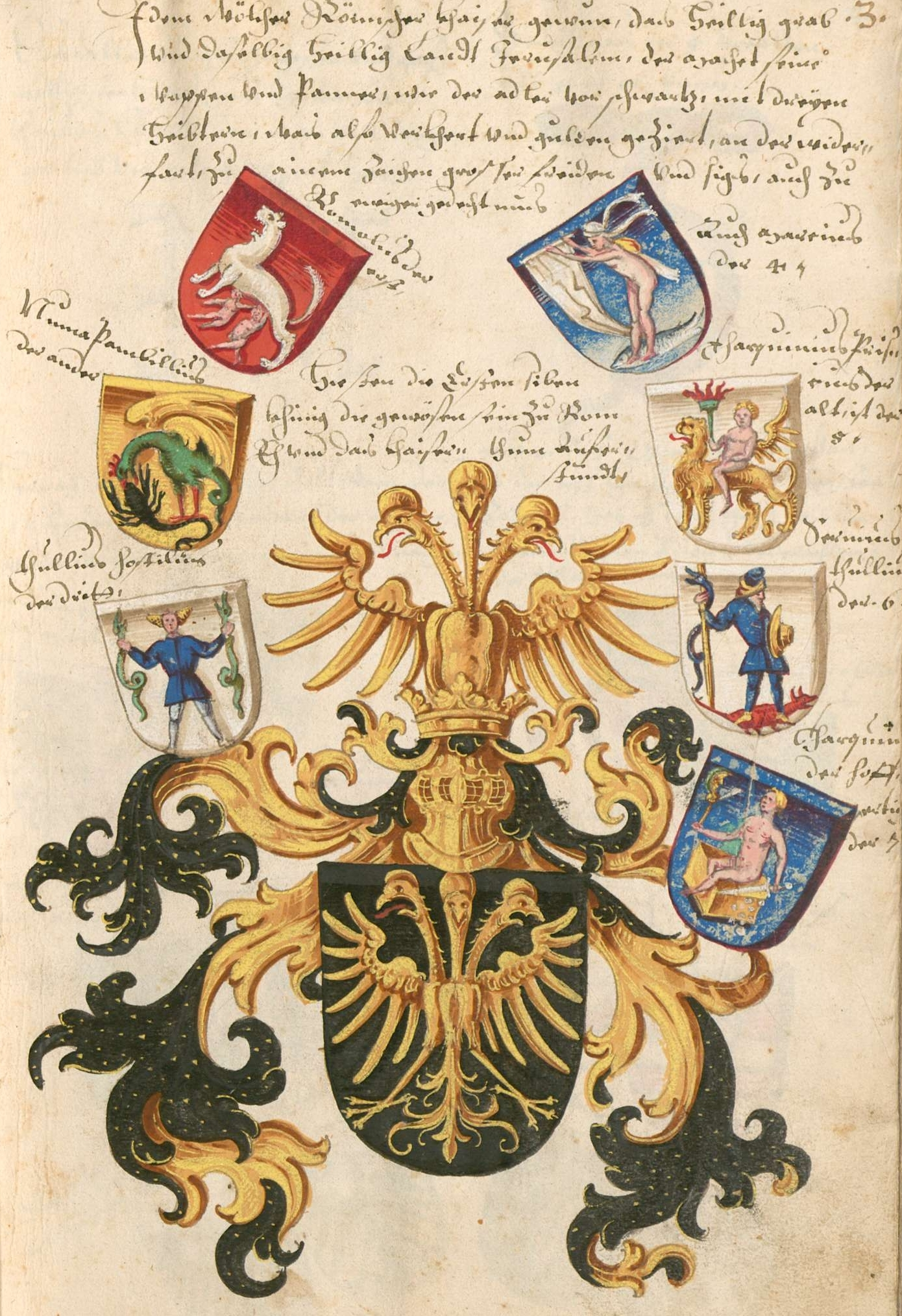
Другой герб из книги Конрада Грюненберга, 1483 год[11].  Предположительно[10], герб древних римских царей
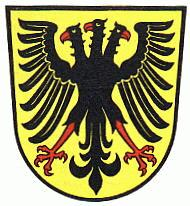
Герб (с 8 июля 1957 года по 1 января 1973 года) существовавшего до 1973 года немецкого округа Вайблинген. Орёл символизировал герцогство Швабия. Три головы символизировали три бывшие территории, которые были объединены в единый округ
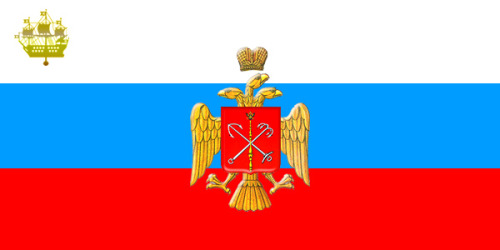
Проект флага Ленинграда с трёхглавым орлом (в соответствии со статьёй 10.3 Решения № 30 «Проекта временного государственного устава Ленинграда» от 28 июня 1991 года). Орёл символизировал законодательную, исполнительную и судебную государственную власть
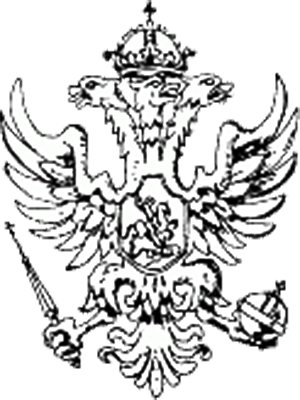
Трёхглавый орёл — герб Алексея Михайловича (XVII век)

## В оккультизме
В манускрипте Соломона Трисмозина «Сияние Солнца» («Splendor Solis», 1532—1535) на одной из иллюстраций изображена трёхголовая птица.
Похожая птица изображена также в книге Адреаса Либавия «Алхимия» (1606 год). Считается, что это орёл и он символизирует такую мировую стихию как воздух.

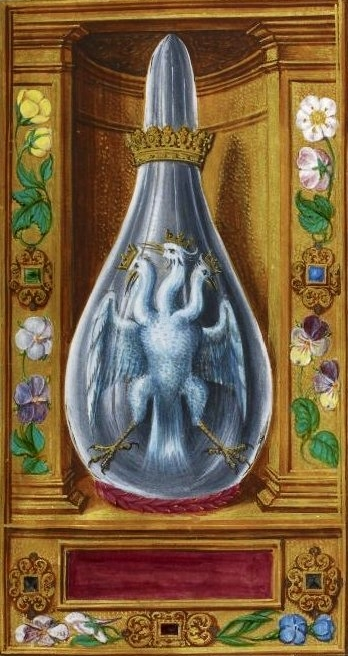
Трёхголовая птица в «Сияние Солнца» Соломона Трисмозина 1532–1535 годы.
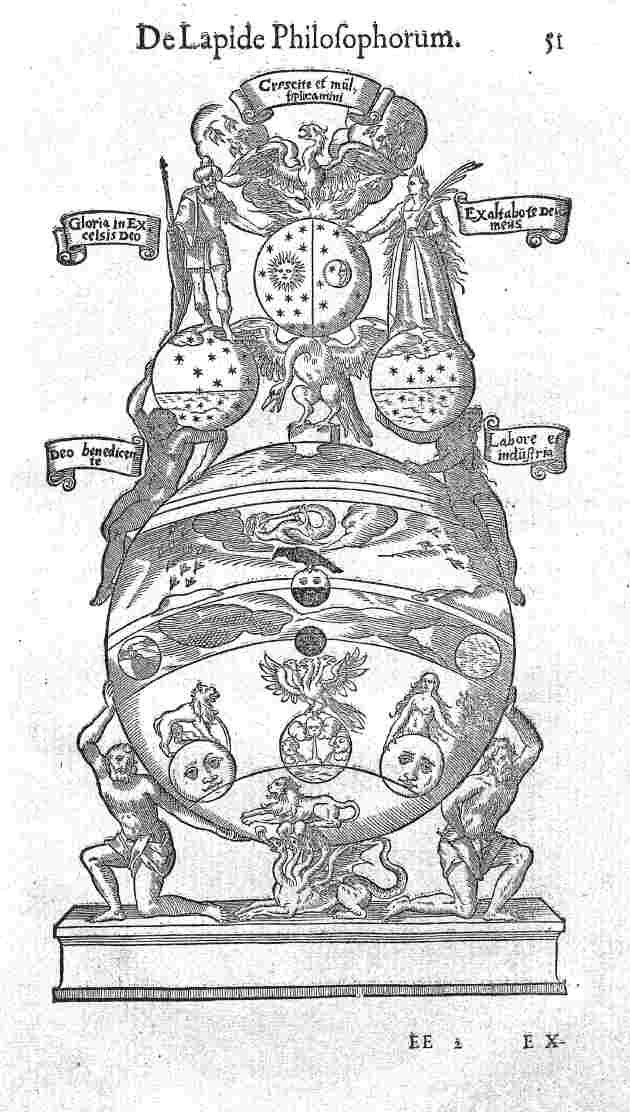
Изображение трёхголовой птицы в книге Адреаса Либавия «Алхимия». 1606 год.

## На исторических регалиях

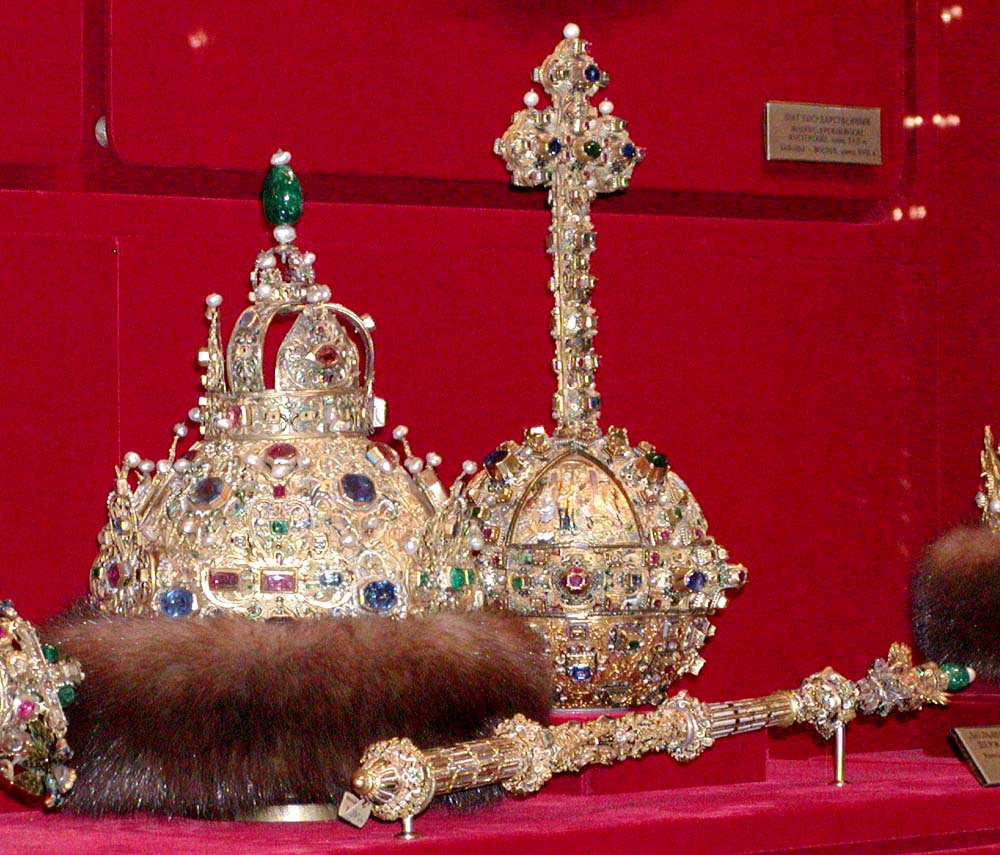
Скипетр, держава и царский венец царя Михаила Фёдоровича. Оружейная палата, 1627-28 гг.

- Скипетр большого наряда русского царя Михаила Фёдоровича украшал трёхсторонний орёл с тремя головами.

## В архитектуре

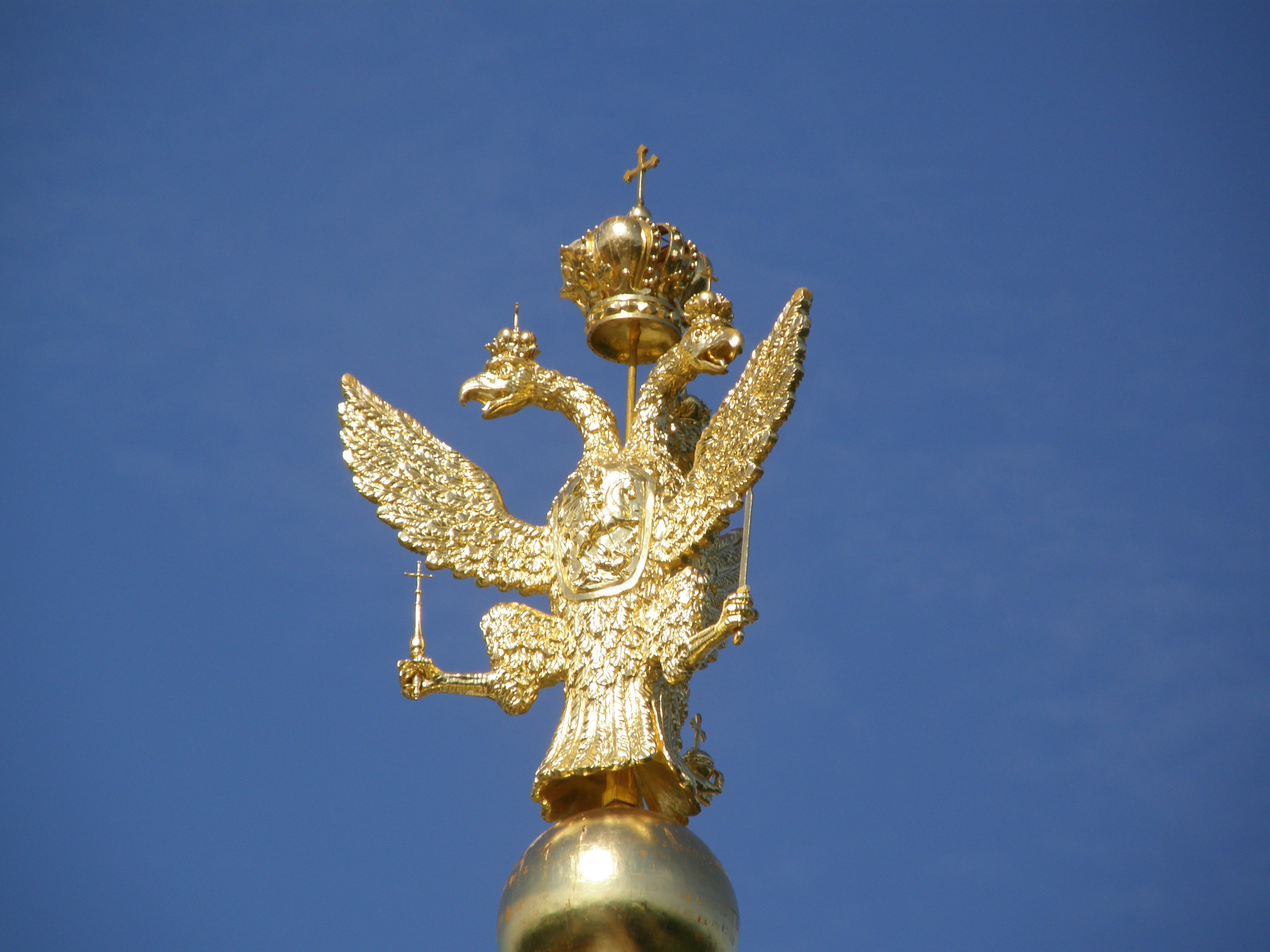
Трёхглавый орёл на шпиле Гербового корпуса Большого Петергофского дворца. Вид снизу, так как только в этом ракурсе видны три крыла у птицы

Когда скульптурное изображение двуглавого орла венчает какой-либо высокий шпиль и может быть видно с разных сторон, возникает проблема, что в определённых ракурсах этот орёл может казаться одноглавым. Чтобы этого избежать, такого орла иногда делают трёхглавым, причём с тремя крыльями. Головы орла располагаются под углом в 120° друг к другу, аналогичным образом расположены и крылья. В этом случае при любом ракурсе сбоку орёл кажется зрителю двуглавым. Использование в архитектуре трёхсторонних орлов приводит к возникновению проблемы, что у такого орла появляется третья лапа и скульптору надо придумывать, чем её занять.
Каждая голова и лапа имеет своё значение.
В первой лапе орёл держит символ власти земной — скипетр, преемник царского посоха, символ монархической власти.
Во второй лапе орёл держит символ власти небесной — императорскую державу, «державное яблоко» — символизирующую Царство Небесное, власть над которым принадлежит Иисусу Христу и через обряд миропомазания отчасти «делегируется» православному царю.
В третьей лапе орёл держит символ справедливости, божественной мудрости и правды — обоюдоострый меч, отражающий право и обязанность правителя защищать своих подданных.
«И покровы яко орелъ гнездо свое милосердие и человеколюбие собра все языки гнезда земнаго въ Тройце славити Бога единаго; въ десныхъ надъ нохтяхъ жезлъ или скипетръ и мечъ, жезломъ сокрушить, яко сосуды скудельничи, языки поганыхъ, не знающихъ Бога, и всяка супостата и врага».
Примеры подобных орлов:

### Санкт-Петербург
- Башню Государственного мемориального музея А. В. Суворова украшает трёхглавый орёл[15]. В одной лапе орёл держит державу, в двух других скипетр и меч.[16].
- Вершины ростральных колонн при въезде на Троицкий мост украшены трёхглавыми орлами[17].
- Маленькие башенки Спаса на Крови украшают трёхсторонние орлы[18].
- Декоративную бронзовую ограду вокруг Александровской колонны, выполненную по проекту Огюста Монферрана, украшают 12 трёхглавых орлов, которые в третьей лапе держат мечи[19]. Данные орлы на ограде регулярно похищаются[20][21][22].
- Телеграфную башню Зимнего дворца украшает трёхглавый орёл. Скульптура орла было воссоздана в 2014 году к юбилею Государственного Эрмитажа.

### Петергоф
- Шпиль Гербового корпуса Большого Петергофского дворца украшает трёхглавый орёл.

### Умань
- В национальном дендрологическом парке «Софиевка», расположенном в северной части города Умань Черкасской области Украины, имеется установленный в 1856 году гранитный обелиск. Вершину обелиска до революции 1917 года украшал позолоченный трёхглавый орёл, а надпись указывала, что он поставлен в честь посещения парка Николаем І. После революции обелиск и надпись исчезли, но в 1996 году к 200-летию «Софиевки» трёхглавый орёл был возвращён на обелиск.

### Вильнюс
- Декоративные элементы на крыше здания по Вильнюсской улице.[23]

## В литературе

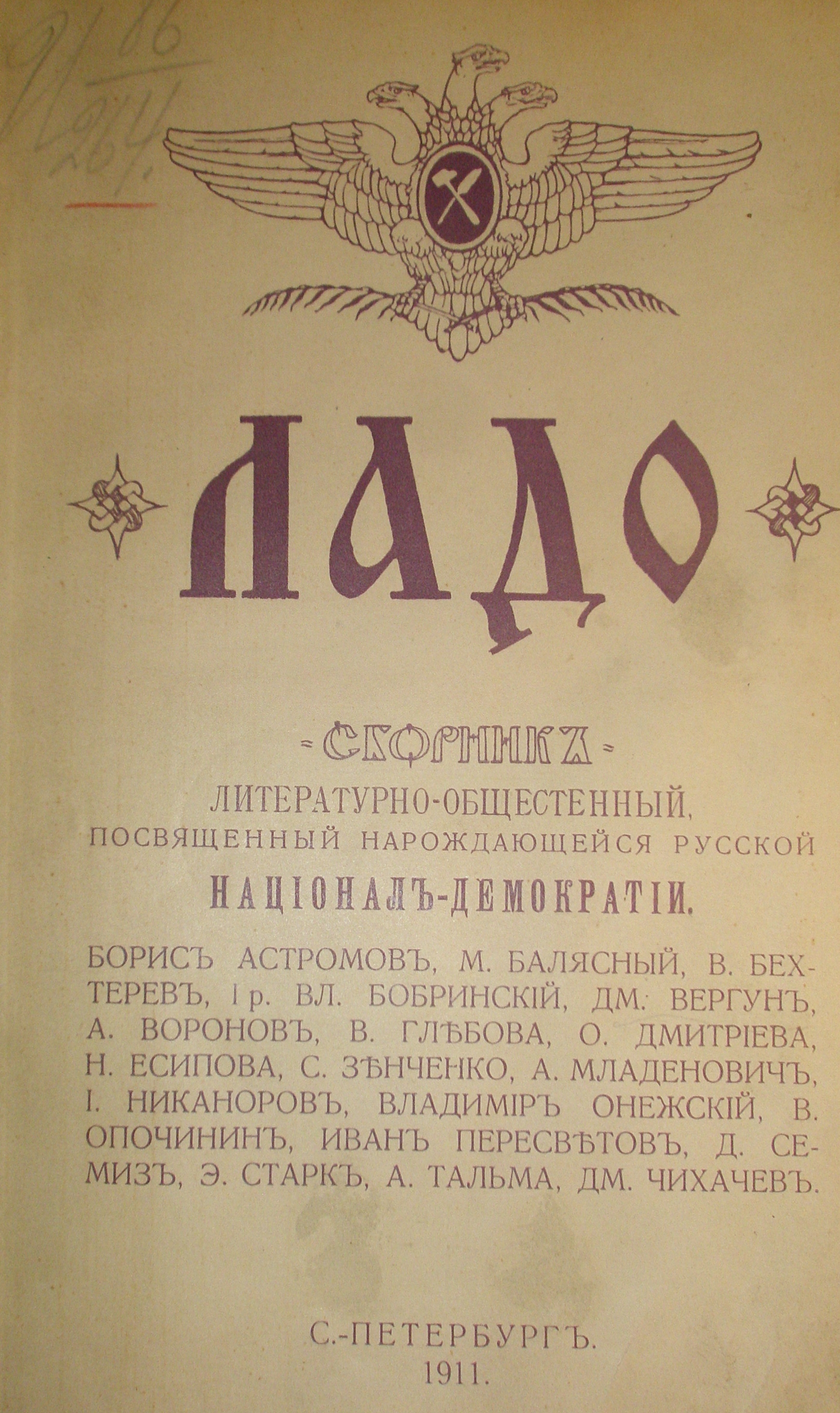
Трёхглавый орёл на обложке сборника «Ладо», 1911 год.

- Трёхглавый орёл был изображён на обложке национал-демократического литературно-общественного сборника «Ладо» (СПб, 1911). Сборник открывало стихотворение «Славянский орёл» Д. Н. Вергуна, в котором объяснялось, что такой орёл символизирует объединение «трёх рас». Средняя голова — «славянская стезя», «восточная» — «монгольская тропа» и «западная» — «варяжская волна»[24].
- В 1944 году в Великобритании вышла книга А. Ферриса «The Three-Headed Eagle. A foreview of the nations of Europe and their destiny according the prophet Esdras», в которой трактовалось будущее предназначение стран Европы согласно Третьей книге Ездры[25].
- В 1997 году в Германии вышла книга Ренаты Эфферн «Трёхглавый орёл: русские гости в Баден-Бадене»[26], посвящённая истории России. Книга начиналась с фразы «великолепный орёл, изображение государственного символа России, часто украшающий дворцы и чугунные ограды, иногда имеет не две, а три головы». В дальнейшем повествовании, трёхглавый орёл становится метафорой, объясняющей, по мнению автора, историю России, так как головы орла «обращены не только на Восток и на Запад, но и ещё куда-то, в третье, неопределённое направление». Вскоре из печати вышел русский перевод книги[27] и произведение получило некоторое внимание российских СМИ. Так, например, в литературном журнале «Новый мир» в критической статье о ней пассаж о том, что некоторые дворцы в России могут украшать трёхглавые орлы было высмеяно («где ж такую дефектную государственную птичку добыло почтенное германское краеведение?»)[28].
- В триллере К. Касслера и П. Кемпрекоса «Затерянный город» (2004)[29] один из персонажей имеет родовой герб, на котором изображён трёхглавый орёл.
- В 2002 году был опубликован фантастический роман В. И. Свержина «Трёхглавый орёл»[30]. Произведение написано в жанре альтернативной истории и трёхглавый орёл в романе — это «священный символ Руси Заморской».

## В компьютерных играх

Трёхглавый орёл в компьютерной игре Call of Duty: Modern Warfare 3.

- В игре Call of Duty: Modern Warfare 3, в миссии «Турбулентность» в самолёте российского президента находится герб в виде трёхглавого орла, держащего в одной лапе скимитар, а в другой — стрелы.